# Nature's Law
Singles de Embrace
A Glorious Day
(2005) Target
(2006)
Nature's Law est le nom du premier single extrait de l'album This New Day (2006) du groupe anglais Embrace. Publié le 20 mars 2006, il a atteint la seconde place des charts UK.
Selon Danny McNamara, le leader du groupe, Nature's Law serait l'une des meilleures chansons qu'il ait jamais écrites, mais aussi le titre qui lui a servi de référence pour écrire l'ensemble de l'album This New Day.

## Tracklisting
- 7"

1. Nature's Law
2. Soulmates

- CD1

1. Nature's Law
2. Deliver Me
3. Collide

- DVD

1. Nature's Law (Audio)
2. Nature's Law (Video)
3. Nature's Law (Live Video)
4. Nature's Law (Behind The Scenes Video)